# Chari Jazz
Chari Jazz blev dannet i 1964 af Naïmou Mbaïtoloum og var en af de første moderne musikgrupper i Tchad. Den bestod hovedsageligt af congolesiske og camerounske musikere och blev først kaldt Star Jazz band.